# Heliconius eulalia
Heliconius eulalia är en fjärilsart som beskrevs av Riffarth 1900. Heliconius eulalia ingår i släktet Heliconius och familjen praktfjärilar. Inga underarter finns listade i Catalogue of Life.